# Мартін Петішка

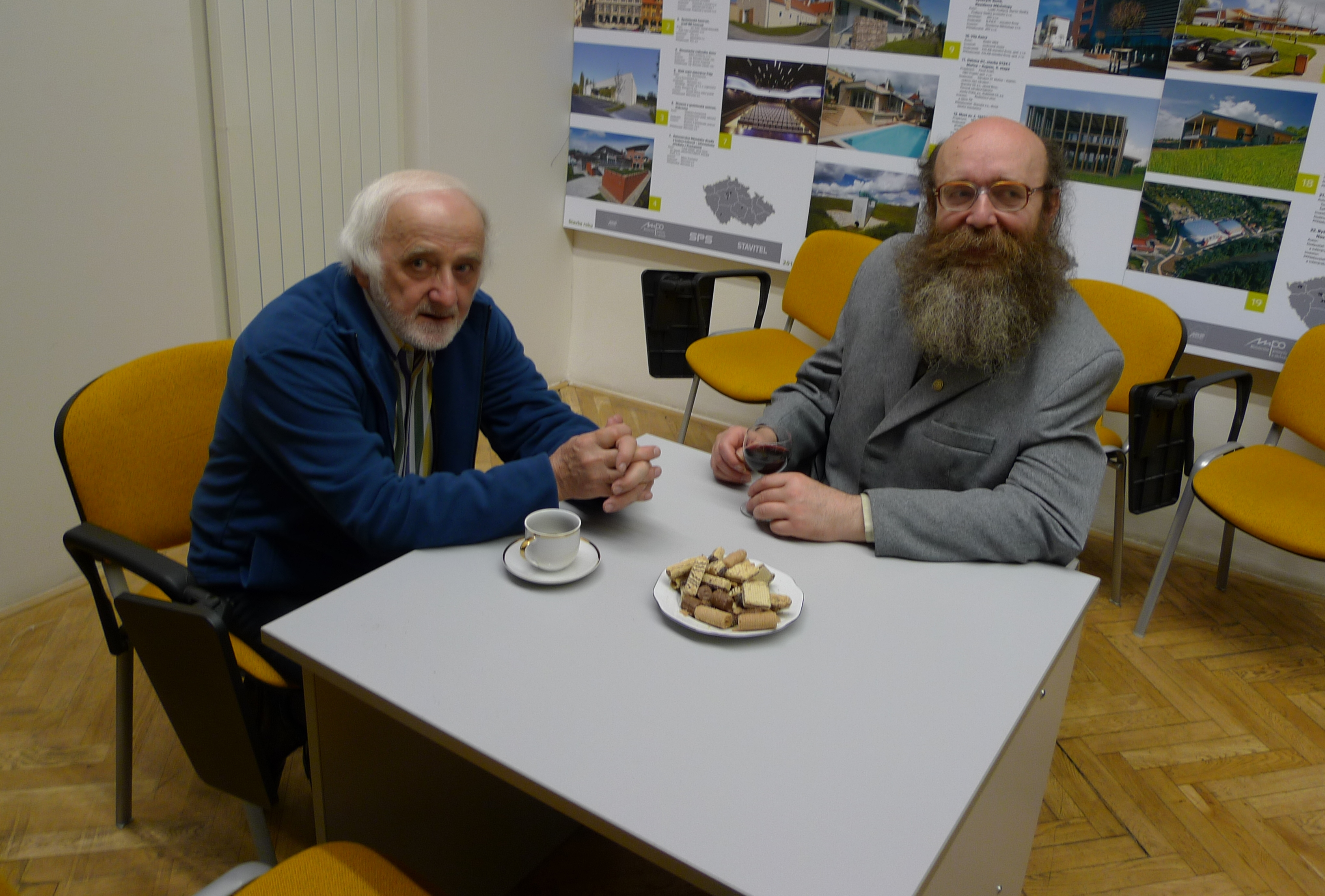
Мартін Петішка і Карел Вільґус. Травень 2011 року.

Ма́ртін Пе́тішка (чеськ. Martin Petiška, псевдоніми: Едуард Мартін, Едуард П. Мартін, Мартін П. Едвардс; *27 березня 1951, Прага, ЧССР) — чеський поет, прозаїк, драматург і видавець.

## Біографія
Мартін Петішка — син письменника Едуарда Петішки. Прототип Мартінка з батькового твору Pohádkový dědeček («Казковий дідусь»). У 1969 році закінчив середню школу в Брандис-над-Лабем-Стара-Болеславі. Ще змалку Мартін міг спостерігати таких батькових приятелів, як письменники Їржі Коларж, Богумил Грабал, Франтішек Грубін, Ярослав Сайферт, Їржі Шлітр, Ян Ґроссман, Емануель Фринта, Йозеф Несвадба, і готуватися до літературної діяльности.
Вивчав порівняльне літературознавство і слов'янські мови (зокрема, російську, болгарську та польську) на філософському факультеті Празького університету. Коли з політичних міркувань кафедру порівняльного літературознавства розформували, Мартін Петішка перейшов на кафедру історії та теорії театру, де тоді викладали Франтішек Черни, Мирослав Коуржил і Дана Кальводова, і закінчив курс навчання у 1976 році, написавши дипломну роботу «Ф. К. Шальда — теоретик театру».
Ще в студентські роки Петішка почав писати драматичні твори («Сини і дочки», «Чорно-білий вечір», «Три японські п'єси про кохання»), прозу та вірші (збірка «Мій Фауст», 1975). Закінчивши навчання, писав як театральні п'єси й сценарії (Дивовижний випадок у дивовижній родині), так і вірші («Неспалені щоденники», 1980, «Міф про Омара», 1987) та прозові твори (низку книжок у галузі фанатастики започаткувала збірка оповідань «Найбільший скандал в історії людства» (1984, під редакцією Іво Железного).
У 1990-х роках став писати видавати книжки іншого жанру — наприклад, про Прагу, а також про сучасність (збірка оповідань «Татку, чи в чорта такі очі, як у мамці?», контраверсійний роман про клонування Ісуса Христа «Пророк?» з передмовою Йозефа кардинала Шпідліка і роман про велику повінь «Дощ»). І далі писав вірші, які виходили в численних збірках (наприклад, «Сердечні вітання з „Титаніка“».
Крім літературної діяльності, Мартін Петішка відомий завдяки своїм зв'язкам у дворянських колах і діяльності в галузі генеалогії. Публікує «Альманах чеських шляхетських родів» (цей проект він реалізував разом із Франтішеком Лобковичем) і «Альманах чеських шляхетських і лицарських родів». З 1996-го випускає у своєму видавництві «Мартін» літературу десятьма мовами. Перевидає твори свого батька, зокрема обробку біблійних історій «Перекази давнього Ізраїлю». Вийшли також спогади Віктора Фішла, який був секретарем Яна Масарика.
Для радіо він створив понад 600 робіт різного жанру — від репортажів до радіоспектаклів для дітей («Великий діамант» про життя мандрівників Еміля Голуба і Ченка Пацлта, а також
«Хмара і меч» про дітей Давнього Риму під час катастрофм в Помпеї). Для редакції радіо «Вільна Європа» Петішка реалізував 160 задумів. Співпрацював з  чехословацькими телеканалами та кіностудіями.
Письменник працював у редакціях журналів «Good News» (був першим головним редактором цього видання Ротарі-клубу) і «Prostor». Керував найбільшою в Празі приватною картинною галереєю.
Мартін Петішка викладав на кафедрі історії та теорії театру і на кафедрі богемістики Карлового університету. Читав лекції в Університеті імені Яна Амоса Коменського.

## Твори

### Поезія
- Můj Faust (1975) — «Мій Фауст»
- Nespálené deníky (1980) — «Неспалені щоденники»
- Heraldické básně — «Геральдичні вірші»
- Báj o Omarovi — «Міф про Омара»
- Invocations of Light — «Заклинання світла»
- Česká kniha mrtvých — «Чеська книга мертвих»
- Brandýský poutník — «Брандиський паломник»
- Děkuji (2003) — «Дякую»
- Cesty ke světlu — «Дороги до світла»
- Srdečné pozdravy z Titanicu — «Сердечні вітання з „Титаніка“»

### Театральні п'єси
- Synové a dcery (1975) — «Сини і дочки»
- Černobílý večer (1976) — «Чорно-білий вечір»
- Tři japonské hry o lásce (1978) — «Три японські п'єси про кохання»
- Podivuhodná událost v podivuhodné rodině (1981) — «Дивовижний випадок у дивовижній родині»[3]
- Obrazy z Napoleonova života — «Образки з життя Наполеона»
- Jeden mladý muž z Jeruzaléma — «Молодик із Єрусалима»
- Královské vteřiny — «Королівські секунди»
- Lásky mocných — «Кохання сильних»
- Já, Charlotta, císařovna mexická — «Я, Шарлотта, мексиканська імператриця»

### Радіоп'єси
- Veliký diamant — «Великий діамант»
- Oblak a meč — «Хмара і меч»

### Проза

#### Ангельська пенталогія
- Andělské vteřiny (2005) — «Ангельські миті»
- Kniha radosti (2007) — «Книга радощів»
- Andělé nás neopouštějí (2008) — «Ангели нас не покидають»
- Andělské dopisy (2010) — «Ангельські оповідки»
- Schody do ráje (2010) — «Сходи до раю»

#### Ангельська трилогія
- Andělské cesty k nesmrtelnosti (2011) — «Ангельські шляхи до безсмертя»
- Ježíšek pro mě (2011) — «Ісусик для мене»
- Babičky a andělé (2011) — «Бабусі і ангели»

#### Пенталогія «Люди з блакитної галактики»
- Největší skandál v dějinách lidstva (1984) — «Найбільший скандал в історії людства»
- Manžel z Marsu (1986) — «Чоловік із Марса»
- Milenci našich žen (1989) — «Коханці наших жінок»
- Manželka z Venuše (1990) — «Дружина з Венери»
- Milenky našich robotů (1992) — «Коханки наших роботів»

#### Трилогія «Кохання в блакитній галактиці»
- Půjčovna manželek (1988) — «Випозичальня дружин»
- Milostné zmatky královny krásy (2001) — «Любовна бентега королеви краси»
- Co mají vědět ženy, aby byly milovány (2000) — «Що мають знати жінки, щоб їх любили»

#### Сага про професора Кесслера
- Vybrané tajemství profesora Kesslera (1989) — «Вибрані таємниці професора Кесслера»
- Kniha upírů (1990) — «Книга упирів»
- Andělé a démoni (1997) — «Ангели і демони»

#### Трилогія «Світ, повен таємниць»
- Přízraky doktora Frankensteina (1990) — «Привиди доктора Франкенштайна»
- Prorok? (2001) — «Пророк?» (роман, з передмовою Томаша кардинала Шпідліка)
- Déšť (2002) — «Дощ» (роман)

#### Трилогія про радощі
- Přeji z celého srdce — «Бажаю від щирого серця»
- Ve dvou jde vše líp — «Удвох усе йде краще»
- Vše nejlepší — «Усе найкраще»

#### Пенталогія про вину і сумління
- Vraždy a lásky v Hollywoodu — «Злочини і кохання в Голлівуді»
- Vraždy a lásky na Tahiti — «Злочини і кохання на Таїті»
- Satanův oltář — «Вівтар сатани»
- Slečna smrt — «Панна смерть»
- Sherlock Holmes na cestách (2005) — «Шерлок Холмс на дорогах»

#### Ротаріанська пенталогія
- The Art to be Rotarian — «Мистецтво бути ротаріанцем»
- Rotary Paths — «Шляхи Ротарі»
- Rotary Rays — «Промені Ротарі»
- The Shining Circle — «Осяйне коло»
- Rotariánské myšlenky — «Ротаріанські думки»

#### Геральдична пенталогія
- Heraldické eseje — «Геральдичні есеї»
- O starých českých rodech — «Про старовинні чеські роди»
- Čtyři čeští lvi — «Чотири чеські леви»
- Heraldické aforismy — «Геральдичні афоризми»
- Heraldické věty — «Геральдичні речення»
- Slova o genealogii — «Слово про генеалогію»

#### Пізнавальні твори про Прагу і Чехію
- Prague — «Прага»
- West Bohemia — «Західна Чехія»
- South Bohemia — «Південна Чехія»
- The Holy Infant of Prague — «Святе Дитятко з Праги»
- Beautiful Stories of Golden Prague — «Чудові історії Золотої Праги» (разом із Едуардом Петішкою)
- Tales Of The Castles Of The Kingdom Of Bohemia — «Оповіді про замки Чеського королівства» (разом із Едуардом Петішкою)
- Tales Of The Castles Of The Land Of Moravia «Оповіді про замки Моравського королівства» (разом із Едуардом Петішкою)
- The Guide to Mysterious Prague — «Путівник таємничою Прагою»

#### Твори для дітей
- Zlatý ďábel — «Золотий чорт»
- Vánoční pohádka — «Різдвяна казка»

#### Поза циклами
- Nové tajné případy Sherlocka Holmese (1997) — «Нові таємничі випадки Шерлока Холмса»
- Slova do ticha (2004) — «Слова до тиші» (з передмовою Томаша кардинала Шпідліка)
- Slova o svítání— «Слова на світанку»
- Tatínku, má ďábel oči jako maminka? (2008) — «Татку, чи в чорта такі очі, як у мамці?»
- Osudy dobrého vojáka Švejka po druhé světové válce — «Пригоди бравого вояка Швейка після Другої світової війни»
- Ďábel lásky Asmodeus — «Чорт кохання Асмодей»

## Українські переклади
- «Похоронне бюро суперобслуговування» [Архівовано 24 квітня 2012 у Wayback Machine.] (із збірки «Чоловік із Марса»), «Всесвіт» № 6, 1989, переклав Олег Король
- «Гейша» (із збірки «Чоловік із Марса»), «Всесвіт» № 11, 1990, переклав Олег Король

## Нагороди і відзнаки
- Перше місце на літературному конкурсі організації AIEP (2007)
- Премія «Ворон» за найкраще детективне оповідання року (2007)
- Премія Товариства Аґати Крісті (2007)
- Медаль Франца Кафки від Європейського товариства Франца Кафки (2007)